# Love Celeb
Love Celeb (jap. ラブセレブ, Rabu Serebu) ist eine Manga-Serie der japanischen Zeichnerin Mayu Shinjo. Der Manga lässt sich dem Shōjo-Genre zuordnen. Zum Manga erschienen auch drei Hörspiele.

## Handlung
Die 16-jährige Nakazono Kirara will eine berühmte Sängerin Hörspiel-Sprecherin werden. Nach einer Reihe von Reinfällen lädt ihr Manager Hanamaki Ryōtaro sie zu einer sogenannten „Love Celeb“ ein. Auf eine solche Party gehen viele Regisseure und Produzenten. Sie soll nun ihren Körper an einen solchen verkaufen, um eine Rolle zu bekommen. Doch das ist zu viel für Kirara, die noch Jungfrau ist. Ein unbekannter silberhaariger Mann, der sich Gin nennt, rettet sie aus dieser Situation. 
Doch dann stellt sich heraus, dass auch Gin sich für sie interessiert. Jedoch lässt er sie dann in Ruhe und gibt ihr seine Telefonnummer. Am nächsten Tag aber ist sie Stadtgespräch in ganz Tokio. Es stellt sich heraus, dass Gin Ginzō Fujiwara ist, ein einflussreicher Geschäftsmann im Showgeschäft. Er soll der „mächtigste Mann in Japan“ sein, Enkel eines Premierministers und Sohn eines reichen Geschäftsmannes und Politikers. Er ist ehrgeizig und glaubt, mit Geld alles kaufen zu können. 
Schlussendlich gesteht Ginzō Kirara seine Liebe zu ihr.

## Veröffentlichung
Der von Mayu Shinjo stammende Manga wurde vom Shogakukan-Verlag im Magazin Shōjo Comic vom 1. Mai 2004 bis 2006 veröffentlicht. Die über 1300 Seiten lange Geschichte wurde auch in sieben Tankōbon (Sammelbänden) herausgebracht. 
In Frankreich wurden von Akiko die ersten drei Bände veröffentlicht. Seit Juni 2008 erscheint die Serie bei Egmont Manga und Anime auf Deutsch, bisher wurden sieben Bände veröffentlicht.

## Hörspiel
Zum Manga erschien ein Hörspiel auf drei CDs, von denen zwei 2005, eins 2006 in Japan erschienen. 